# Protyndarichoides
Protyndarichoides är ett släkte av steklar. Protyndarichoides ingår i familjen sköldlussteklar.
Kladogram enligt Catalogue of Life:
| Protyndarichoides | \| \| Protyndarichoides aligarhensis \| \| \| \| \| \| Protyndarichoides cinctiventris \| \| \| \| \| \| Protyndarichoides indicus \| \| \| \| \| \| Protyndarichoides nigriceps \| \| \| \| \| \| Protyndarichoides punctatifrons \| \| \| \| |
|                   | \| \| Protyndarichoides aligarhensis \| \| \| \| \| \| Protyndarichoides cinctiventris \| \| \| \| \| \| Protyndarichoides indicus \| \| \| \| \| \| Protyndarichoides nigriceps \| \| \| \| \| \| Protyndarichoides punctatifrons \| \| \| \| |
|                   | Protyndarichoides aligarhensis |
|                   | |
|                   | Protyndarichoides cinctiventris |
|                   | |
|                   | Protyndarichoides indicus |
|                   | |
|                   | Protyndarichoides nigriceps |
|                   | |
|                   | Protyndarichoides punctatifrons |
|                   | |